# Comissió d'Investigació sobre l'Espai i l'Alta Atmosfera
La Comissió d'Investigació sobre l'Espai i l'Alta Atmosfera (de l'anglès: Space and Upper Atmosphere Research Commission o SUPARCO), és una agència espacial executiva i burocràtica del govern de Pakistan, situada a Karachi, responsable del programa espacial públic i civil de la nació i la recerca en aeronàutica i aeroespacial. La seva declaració de missió i objectiu és dur a terme la investigació pacífica de la tecnologia espacial i promoure la tecnologia per la millora socioeconòmica del país.
Establert en la seva forma moderna el 16 de setembre de 1961 per una ordre executiva del President de Pakistan, compta amb la seu central a Karachi, Província de Sindh de Pakistan. Part dels Strategic Plans Division (SPD) de les Forces Armades del Pakistan, que es troba actualment amb la seu central a Chakalala Military District sota el control de la PAF; el nombre registrat d'èxits pioners del programa espacial en vol espacial durant els primers anys de la seva creació.